# Holzbach (Diemel)
Der Holzbach ist ein fünf Kilometer langer, orografisch linker Nebenfluss der Diemel in der hessischen Gemeinde Diemelsee in Deutschland.

## Geographie
Der Holzbach entspringt etwa 1,4 Kilometer südwestlich von Ottlar, unmittelbar an der Kreisstraße nach Rattlar auf etwa 564 m ü. NN. Vor hieraus fließt der Bach vorrangig in nordöstliche Richtungen. Nach dem Durchfließen der schon genannten Ortschaft Ottlar umfließt der Bach in einer Schleife den Haardt, bevor er wenig später auf 376 m ü. NN linksseitig in die Diemel mündet. Die Mündung liegt nur gut 200 Meter südlich des Diemelsees und etwa 1,4 Kilometer nordwestlich von Giebringhausen.
Auf seinem fünf Kilometer langen Weg überwindet der Bach einen Höhenunterschied von etwa 188 Meter. Dieses entspricht einem mittleren Sohlgefälle von 37,6 ‰. Er entwässert ein 6,579 Quadratkilometer großes Einzugsgebiet über Diemel und Weser zur Nordsee.